# Slaviša Žungul
Slaviša Žungul (Pozsarevác, 1954. július 28. –) jugoszláv válogatott horvát labdarúgó.

## Pályafutása

### A válogatottban
1974 és 1978 között 14 alkalommal szerepelt a jugoszláv válogatottban. Részt vett az 1976-os Európa-bajnokságon.

## Sikerei, díjai
Hajduk Split
- Jugoszláv bajnok (2): 1973–74, 1974–75
- Jugoszláv kupa (5): 1971–72, 1972–73, 1973–74, 1975–76, 1976–77